# Texturas (EP)
Texturas es el primer EP de la banda mexicana Clubz. Se lanzó el 14 de febrero de 2014 en formato físico, de vinilo y digital en México. Fue escrito por los vocalistas del grupo; Coco Santos y Orlando Fernández. Fue producido por ellos mismos, y distribuido de forma independiente. Se compone de siete canciones originales, del cual se extrajo un sencillo «Golpes bajos». Aunque también destacaron sencillos como «Celebrando».Con Texturas fueron ganadores a mejor artista nuevo y mejor disco pop en los Indie-O Music Awards de 2015.

## Antecedentes
Texturas se inspira en el synth pop, incorporando sonoridades reminiscentes de bandas como Generationals, que también disfrutan de popularidad en el panorama musical. En este marco, lanzaron el sencillo «Celebrando», que fue reconocido como uno de los temas destacados de 2013 por la revista Me hace ruido. Los demás cortes del miniálbum enriquecieron su sonido distintivo, con especial énfasis en el tema «Nudos», que presentó un enfoque más roquero. Por su parte, «Visiones» y «Golpes bajos» se centraron en el uso intensivo de sintetizadores, ampliando así la diversidad de su propuesta musical.

## Recepción
En el sitio web Rate Your Music recibió una puntuación de 3.44 sobre 5 estrellas.

## Lista de canciones
| Lista de canciones |                |                                 |          |  |
| N.º                | Título         | Escritor(es)                    | Duración |  |
| 1.                 | «Golpes bajos» | Coco Santos · Orlando Fernández | 2:36     |  |
| 2.                 | «Intento»      | Coco Santos · Orlando Fernández | 2:35     |  |
| 3.                 | «Celebrando»   | Coco Santos · Orlando Fernández | 3:25     |  |
| 4.                 | «Nudos»        | Coco Santos · Orlando Fernández | 3:25     |  |
| 5.                 | «Paracaídas»   | Coco Santos · Orlando Fernández | 3:23     |  |
| 6.                 | «Hoy no»       | Coco Santos · Orlando Fernández | 4:02     |  |
| 7.                 | «Visiones»     | Coco Santos · Orlando Fernández | 3:30     |  |
| 22:56              |                |                                 |          |  |

## Premios y nominaciones
Premios
| Año  | Entrega      | Categoría           | Nominación | Resultado | Ref.  |
| ---- | ------------ | ------------------- | ---------- | --------- | ----- |
| 2015 | Premios IMAS | Mejor álbum pop     | Texturas   | Ganadores | [ 7 ] |
| 2015 | Premios IMAS | Mejor artista nuevo | Clubz      | Ganadores | [ 7 ] |

## Historial de lanzamiento
| País   | Fecha                 | Formato(s)            | Sello         | Ref.  |
| ------ | --------------------- | --------------------- | ------------- | ----- |
| México | 14 de febrero de 2014 | CD + Descarga digital | Independienes | [ 8 ] |